# 648 TCN
648 TCN là một năm trong lịch La Mã.